# 람플라 주니오르스
람플라 주니오르스(Rampla Juniors)는 몬테비데오를 연고로 하는 우루과이의 축구단이다. 현재 우루과이 세군다 디비시온에 참가하고 있다.

## 우승
- 우루과이 프리메라 디비시온: 1927
- 우루과이 세군다 디비시온: 1944, 1980, 1992

## 선수 명단

### 현역
참고: FIFA 자격 규정에 따라 소속된 국가대표팀 국기를 표시합니다. 선수는 복수의 FIFA 비회원국 국적을 가지고 있을 수 있습니다.
| 번호 | 포지션 | 국적 | 이름              |
| ---- | ------ | ---- | ----------------- |
| 3    | DF     |      | 라우타로 센투리온 |

| 번호 | 포지션 | 국적 | 이름            |
| ---- | ------ | ---- | --------------- |
| 18   | MF     |      | 토마스 아도리안 |
| 26   | MF     |      | 마티아스 누녜스 |
| -    | DF     |      | 루카스 페레스   |
| -    | FW     |      | 마티아스 폴베라 |

## 역대 감독
| 감독            | 임기      |
| --------------- | --------- |
| 마르틴 라사르테 | 1996~1997 |